# Spektrum Home
A Spektrum Home (korábban TV Deko és Deko) az AMC Networks International otthon,  kert és barkácsolás témákkal foglalkozó tematikus csatornája.

## Története
A csatornát a Filmmúzeum érdekeltségi köre indította el 2005. december 1-jén TV Deko néven. 2006. szeptember 25-én a TV Deko adásideje 14-ről 16 órásra bővült. A délutáni műsorsávban az aktív műsorok (barkácsolásra, lakberendezésre, építkezésre, kézművességre fókuszáló tartalmak) kerülnek előtérbe, míg a késő esti műsorsávban a design-nal, építészettel és különböző művészetekkel foglalkozó filmek láthatóak a televízión. A TV Deko 2006. május 29-én Csehországban és Szlovákiában is bekerült a UPC kábeltelevízió alapcsomagjába, így elérhetővé vált a két országban. 2007 októberében a csatornát megvásárolta a Liberty Global Inc-hez tartozó Chellomedia, és 2008. szeptember 26-án, eltávolítva a TV-t a névből, arculatot váltott.
2010. július 5-én 24 órás sugárzásra váltott.
2011. április 15-én a Dekót Spektrum Home-ra nevezték át. 2020-ig használt logója a Spektruméhoz volt hasonló, csak a virágalak lila-kék helyett sárga-narancs, alatta (vagy mellette) a SPEKTRUM home felirat volt látható.
2016. augusztus 1-jén szélesvásznú adásra váltott, az év október 1-én új arculatot kapott.
2018. január 1-től 2021. január 31-ig a C8 megszűnte miatt a mindigTV kínálatában kódolatlanul fogható volt.
2018. január 1-től a csatorna átkerült a cseh médiahatóság alá, onnantól kezdve a csatorna már nem alkalmaz korhatárkarikát. Amíg magyar bejegyzésű volt, a 12-es és a 16-os karikákat használta.
2018 májusában a magyar-cseh verzió "kettévált" és mindkét ország külön adást kapott.
2018. május 15-től először a DIGI műholdas, majd az év június 18-án a kábeles kínálatában vált elérhetővé (a Sport2 HD és Spektrum HD csatornákkal).
2020. augusztus 1-től a csatorna új logót és arculatot kapott, ezzel 9 év után a sárga-narancs logó korszaka véget ért, és a logó átkerült a jobb felső sarokba.
A csatorna hangja Deko-ként, valamint 2011-től 2014-ig Schmied Zoltán, 2014-től 2020-ig Agócs Judit volt. Jelenlegi csatornahangja Náray Erika, néhány ajánló azonban Schmied Zoltán hangjával is készül.
A csatorna reklámidejét az RTL Saleshouse értékesíti.

## Spektrum Home+
2021. február 1-jén a mindigTV-n elindult a Spektrum Home+, amely a főcsatorna helyét vette át, ide kerültek át az eddig a Spektrum Home-on sugárzott sportközvetítések azáltal, mivel a Sport TV rendelkezik olyan közvetítési jogokkal, amelyek a határozat értelmében országosan is közvetítendőek. Az arculata megegyezik a főcsatornáéval.
Műsora csak 1-2 műsor erejéig, főképpen sportközvetítések alatt tér el a főcsatornáétól.

## Saját gyártású műsorai
- Adventi készülődés
- Álomkertek
- Álomszobagyár
- Csak neked mondom
- Dalfutár
- DTK: Elviszlek magammal
- Élet, érzés, Kalaznó
- Green Team
- Helló, tesó!
- Jön a baba
- Luxusra tervezve
- Minden pénzt megér
- NőComment
- Nyílt lapokkal
- Piríts rám!
- Te+én
- Tesztbeszéd

## Érdekességek
- Miután a TV Deko a UPC kínálatába került, a Euronews csatorna emiatt megszűnt.

### Sportközvetítés a csatornán
- A Spektrum Home 2018. október 4-én 20:45-től UEFA Európa Liga sportmérkőzést közvetített.[14][15] Ezáltal a Spektrum Home egy, a tematikájától jelentősen eltérő műsort sugárzott.